# Single Island
Single Island ist eine hoch aufragende und vereiste Insel vor der Küste des ostantarktischen Mac-Robertson-Lands. Sie liegt 22 km südlich der Landon Promontory auf der Westseite des Amery-Schelfeises.
Anhand von Luftaufnahmen, die 1956 bei einer Kampagne der Australian National Antarctic Research Expeditions (ANARE) entstanden, wurde sie irrtümlich als Vorgebirge identifiziert. Spätere Kartierungen wiesen sie dann als Insel aus. Das Antarctic Names Committee of Australia benannte sie nach Mark Single, leitender Dieselaggregatmechaniker auf der Mawson-Station im Jahr 1962 und Mitglied der ANARE-Mannschaft, welche das Gebiet um die Insel im Dezember 1962 erkundete.